# Facultatea de Arte și Design a Universitații de Vest din Timișoara
Facultatea de Arte și Design reprezintă astăzi cel mai important pivot al dinamicii educației, creației și cercetării câmpului artistic din partea de vest a tării, prin strategia proprie de dezvoltare ce vizează o curriculă actualizată constant, consonantă cu universitățile spațiului European. 

## Istoric
Învățămîntul artistic superior din România o cunoscut o importantă dezvoltare în a doua jumătate a secolului al XIX-lea, cînd au fost puse bazele unui studiu sistematic după modelul academic occidental. În Timișoara însă, un oraș situat în vestul țării, în afara unor inițiative particulare, acest tip de învățămînt n-a putut fi creat decît în perioada interbelică, în 1933, prin mutarea Școlii de arte frumoase de la Cluj, cea mai importantă academie de artă din Transilvania. Acest moment inițial a creat premisele dezvoltării artistice la un nivel superior și a contribuit în mod decisiv la apariția unor generații de artiști care au schimbat complet evoluția artei românești din această regiune. Școala de arte din Timișoara a avut un corp profesoral alcătuit din tineri artiști (Catul Bogdan, Romul Ladea, Anastase Demian), formați la Paris care aduceau cu ei teoriile artei moderne. Grupul acesta de artiști-profesori a adus un suflu nou, ce s-a așternut peste tradițiile locale impregnate de tendințele artei central-europene, în special de expresionism. De aceea se poate afirma că încă din perioada inițială această școală a avut o direcție proprie, distinctă de alte centre artistice precum București sau Iași.
După mai multe transformări succesive, la începutul anilor ’60 - o perioadă plină de elan constructiv după război - a fost creată o Facultate de arte în același timp cu Universitatea din Timișoara. Această nouă instituție de învățămînt a reunit toate energiile artistice din acest colț de țară producînd și ea mai multe serii de tineri artiști. În același timp liceul de artă a devenit un loc al experimentelor artistice și pedagogice. La începutul anilor ‘70 un grup de artiști-profesori, care au alcătuit grupul cunoscut internațional Sigma (Ștefan Bertalan, Constantin Flondor, Doru Tulcan), au început să lucreze cu elevii abandonînd studiul academic. Interesul lor s-a îndreptat spre acțiune, artă ambientală, fotografie și film contribuind în felul acesta la schimbarea unei anume viziuni academice care persista de mult în învățămîntul artistic.
După 1990 Facultatea de Arte a intrat într-o nouă perioadă, de deschidere spre sistemul de învățămînt european amplificîndu-și numărul de specializări și de direcții de învățămînt. Ocuparea unui nou sediu mai adecvat - o fostă cazarmă austriacă de la începutul secolului al XIX-lea - obținut prin demersurile decanului Dumitru Șerban, contribuie de asemeni la diversificarea posibilităților de dezvoltare adecvată a acestei instituții, continuînd în spirit școala de belle arte din perioada interbelică..

## Structura
Programele institutionale de pregãtire, cercetare științificã și creație artisticã, acoperã aria largã a domeniului artelor vizuale, prin complexitate, flexibilitate și interdisciplinaritate.
În acord cu planul strategic al Programului de educație permanentã Bologna, oferta curricularã pe care Facultatea de Arte și Design o pune la dispoziția celor interesați într-ale artei este ierarhizaă pe trei nivele: 
- studii de licență (șase semestre)
- studii masterale (patru semestre)
- studii doctorale (șase semestre).

Activitatea Facultãții de Arte și Design este coordonatã în doua departamente: 
- Departamentul de Arte Vizuale

Unde se deruleazã programele specializãrilor: picturã, graficã cu cele douã trasee de pregatire profesionalã-graficã de șevalet-gravurã și graficã publicitarã și de carte,sculpturã, fotografie-imagine computerizatã, conservare-restaurare și un program de pregatire teoreticã în Istoria și teoria artei.
- Departamentul de Design si Arte Aplicate

Desesvește specializãrile: arte textile – design textil, moda - design vestimentar, ceramica-sticla-metal si cele trei rute de pregatire profesionalã în design: design grafic, design de produs și design de ambient.
În cadrul facultãții funcționeazã doua centre de cercetare și creație artisticã acreditate îndomeniul artelor plastice, decorative și design.